# نووا سووپیا
نووا سووپیا (به لاتین: Nowa Słupia) یک روستا در لهستان است که در گمینا نووا سووپیا واقع شده‌است. نووا سووپیا ۱٬۶۰۰ نفر جمعیت دارد.